# Dactylochelifer besucheti
Dactylochelifer besucheti es una especie de arácnido del orden Pseudoscorpionida de la familia Cheliferidae.

## Distribución geográfica
Se encuentra en Malta.